# Ford B-Max
La Ford B-Max est un petit monospace (minispace) produit par le constructeur automobile américain Ford de 2012 à 2017. Il est préfiguré par le concept car présenté en 2011 au salon international de l'automobile de Genève.

## Présentation
La commercialisation débute en octobre 2012 avec un prix de lancement de 15 800 €. Ce petit monospace de 5 places se place en dessous du C-Max. Il remplace la Fusion. Le style du B-Max poursuit le thème Kinetic Design de Ford et il a la particularité de ne pas avoir de montant central (pied milieu, dit pilier "B"), avec des portes arrière coulissantes, dégageant ainsi un espace de 1,50 m. Il peut être équipée du nouveau moteur 1,0 L Ecoboost 3 cylindres développant 125 ch dans une version suralimentée par turbo et système stop & start.
Ce moteur a officiellement remporté le titre de "Moteur international de l'année 2012". Le moteur Duratec de 1,6 litre peut être équipé de la boîte robotisée à double embrayage PowerShift 6 rapports est également disponible .
Il a trois niveaux de finition différents: Studio, Zetec et Titanium. Le Studio est le modèle de base, et il n'est disponible qu'avec le moteur de 1,4 litre. Il est assemblé à Craiova en Roumanie depuis juin 2012. Le 25 juin 2012, le premier B-Max a été acheté par le président de la Roumanie, Traian Băsescu, directement à l'usine de Craiova. Ford annonce la fin du B-Max pour septembre 2017, il ne sera pas remplacé, la faute à une faible demande qui déjà en 2013 avait obligé l'usine Roumaine à fermer pendant 2 semaines pour la 3e fois. 
Fait inhabituel pour une Ford, ce modèle n'a pas fait l'objet d'un lifting de milieu de cycle afin de stimuler les ventes, les successeurs les plus proches étant l'EcoSport ainsi que la Fiesta Active, une transition depuis un design de monospace vers un design de SUV. Il laisse ainsi le champ libre au Ford Ecosport restylé, les ventes du SUV étant nettement supérieures à celles du minispace.

## Technologie
Le B-Max dispose du système «Intelligent Protection». Il comportait également le contrôle vectoriel du couple de Ford, qui améliore la maniabilité et l'agilité, ainsi que Fold Flat et le système multimédia automobile Ford SYNC. La fonction d'assistance d'urgence de Ford alerte les opérateurs des services d'urgence locaux après un accident, dans la langue appropriée à la région. Il était disponible dans plus de trente pays, principalement en Europe.
L'absence de pilier central B et l'utilisation de portes arrière coulissantes est prévu pour rendre l'accès aux places arrière plus facile (système "Easy Access"). Pour conserver la protection en cas de choc latéral, le pilier B est intégré dans les portes, et se verrouille au châssis (toit et plancher).
Le châssis est fait d'acier au bore à ultra-haute résistance, et les vitres sont traitées en durcissement.
Les ceintures de sécurité sont intégrées aux sièges avant.
Le B-Max utilise la plate-forme Ford B3 (Ford B3 platform (en)) déjà utilisée pour la Fiesta ou la Fusion.

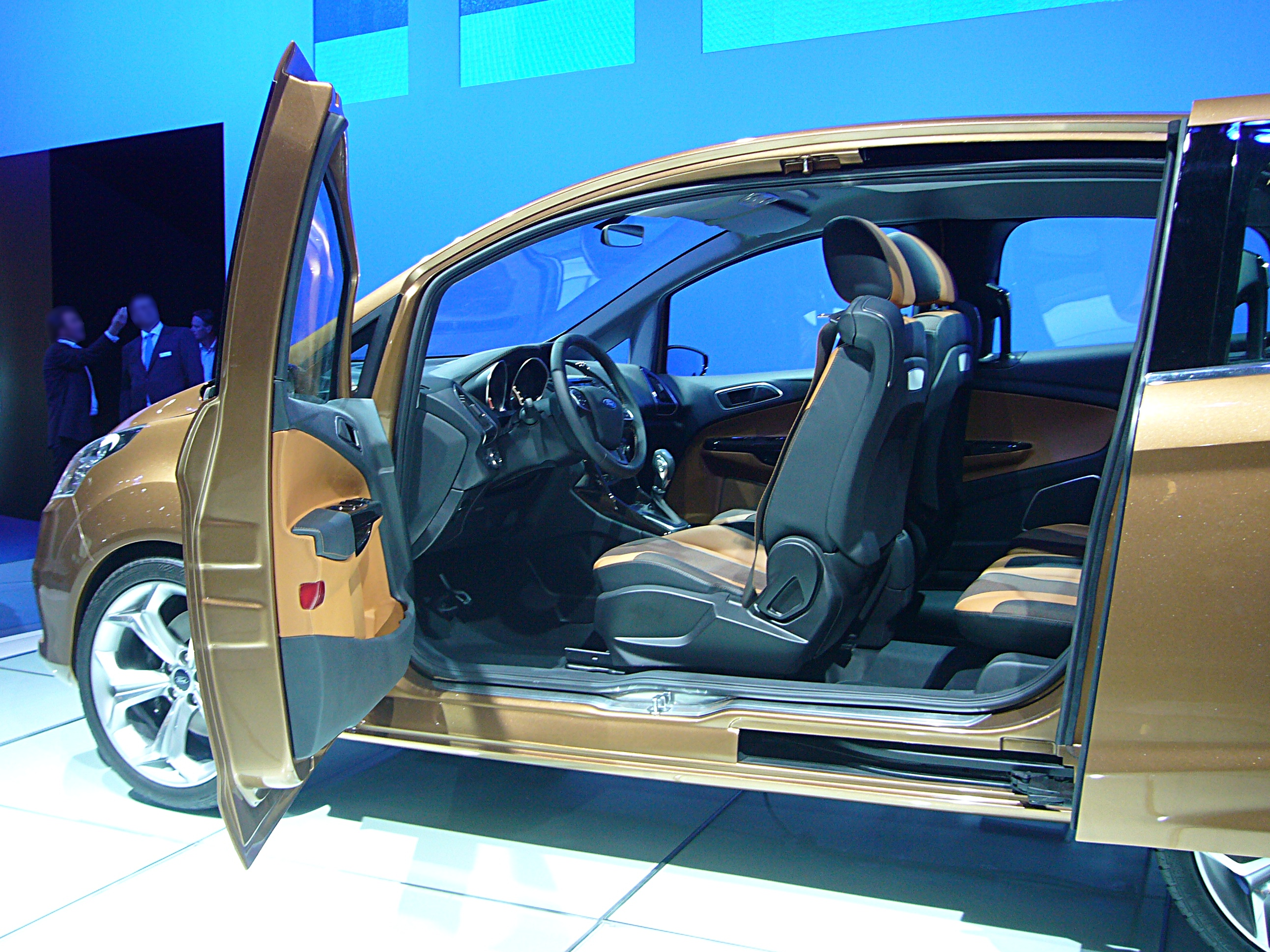
Intérieur

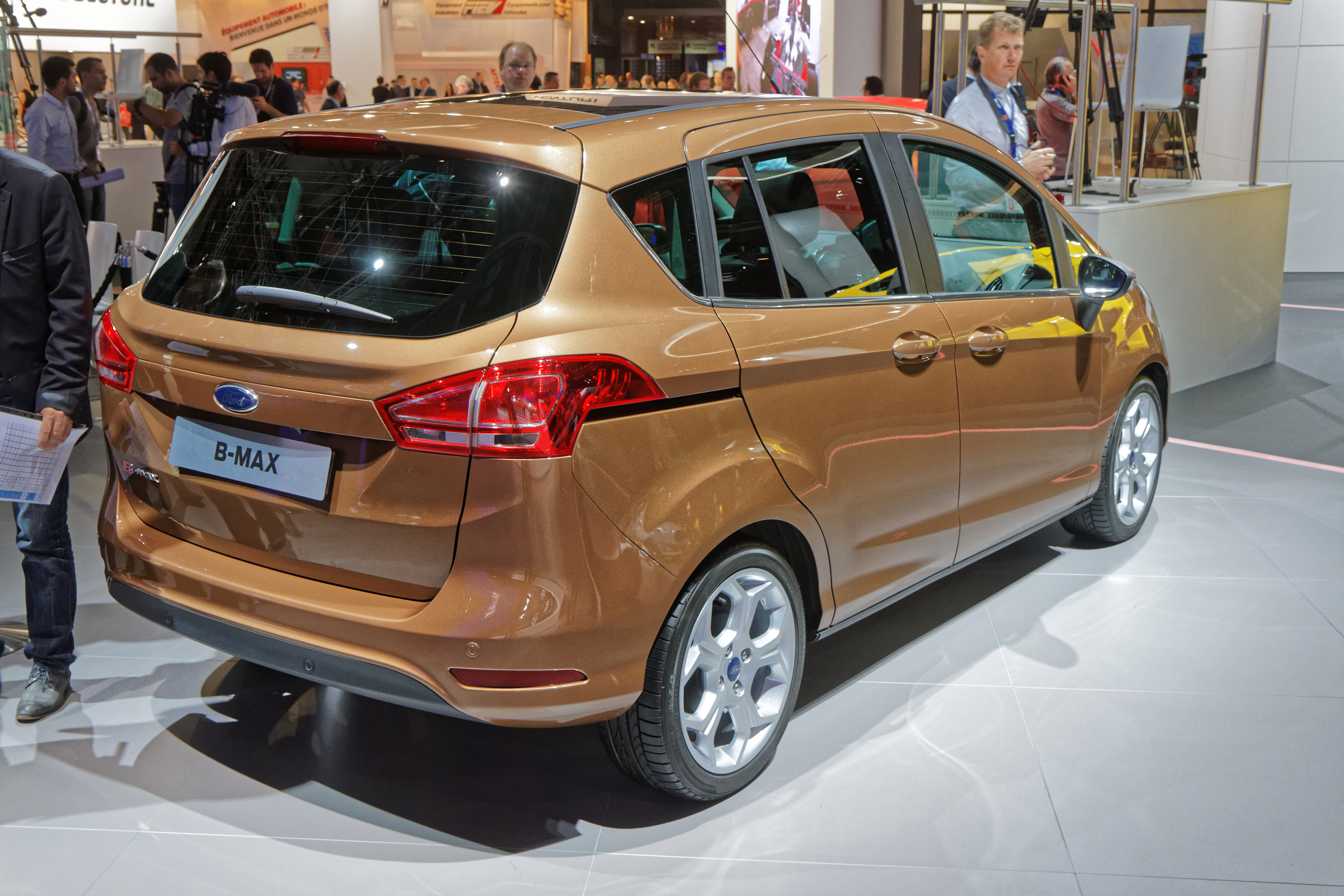
Arrière

## Sécurité
Le Ford B-Max a été testé par l'Euro NCAP en septembre 2012, obtenant une cote de sécurité de cinq étoiles.
| Test                | Score       | Points |
| Global:             | 5/5 étoiles | N/A    |
| Occupant adulte:    | 92%         | 33     |
| Occupant enfant:    | 84%         | 41     |
| Piéton:             | 67%         | 24     |
| Aide à la sécurité: | 71%         | 5      |

## Commentaires
The Telegraph a examiné le B-Max le 28 août 2012. Le critique, Andrew English, a attribué à la voiture une note de 4 étoiles sur 5, et son verdict a été qu'elle «apporte quelque chose de nouveau et d'utile sur le marché».
Le magazine What Car ? a évalué le B-Max avec 4 étoiles sur 5 (plus tard 3 sur 5), donnant à la voiture une évaluation positive.

## Finitions
- Color Edition

## Moteurs
| Moteur            | Type                      | Cylindrée       | Puissance       | Couple                       | 0 à 100 km/h    | Vitesse de pointe | Consommation combinée | Émissions de CO2 |
| Moteurs essence   | Moteurs essence           | Moteurs essence | Moteurs essence | Moteurs essence              | Moteurs essence | Moteurs essence   | Moteurs essence       | Moteurs essence  |
| ----------------- | ------------------------- | --------------- | --------------- | ---------------------------- | --------------- | ----------------- | --------------------- | ---------------- |
| EcoBoost de 1,0 L | Trois cylindres en ligne  | 999 cm3         | 101 ch (74 kW)  | 169 N m à 1 400–4 000 tr/min | 13 s 2          | 175 km/h          | 4,9 litres aux 100 km | 112 g/km         |
| EcoBoost de 1,0 L | Trois cylindres en ligne  | 999 cm3         | 120 ch (88 kW)  | 201 N m à 1 400–4 500 tr/min | 11 s 2          | 188 km/h          | 4,9 litres aux 100 km | 112 g/km         |
| Duratec de 1,4 L  | Quatre cylindres en ligne | 1 388 cm3       | 90 ch (66 kW)   | 127 N m à tr/min             | 13 s 8          | 171 km/h          | 6,0 litres aux 100 km | 139 g/km         |
| Duratec de 1,6 L  | Quatre cylindres en ligne | 1 596 cm3       | 105 ch (77 kW)  | 150 N m à tr/min             | 12 s 1          | 180 km/h          | 6,4 litres aux 100 km | 149 g/km         |
| Moteurs diesel    |                           |                 |                 |                              |                 |                   |                       |                  |
| Duratorq de 1,5 L | Quatre cylindres en ligne | 1 498 cm3       | 75 ch (55 kW)   | 190 N m à tr/min             | 16 s 5          | 158 km/h          | 4,1 litres aux 100 km | 109 g/km         |
| Duratorq de 1,5 L | Quatre cylindres en ligne | 1 498 cm3       | 95 ch (70 kW)   | 215 N m à tr/min             | 13 s 0          | 174 km/h          | 4,0 litres aux 100 km | 98 g/km          |
| Duratorq de 1,6 L | Quatre cylindres en ligne | 1 560 cm3       | 97 ch (71 kW)   | 215 N m à tr/min             | 13 s 9          | 173 km/h          | 4,7 litres aux 100 km | 104 g/km         |

## Ventes
| Année | Europe |
| ----- | ------ |
| 2012  | 15871  |
| 2013  | 68557  |
| 2014  | 53889  |
| 2015  | 46147  |
| 2016  | 40474  |
| 2017  | 43339  |
| 2018  | 3545   |
| 2019  | 3      |